# Linee parallele
Linee parallele (Look Both Ways) è un film del 2022 diretto da Wanuri Kahiu.

## Trama
Durante il suo ultimo anno all'Università del Texas, Natalie fa sesso con il suo amico Gabe, con entrambi che accettano di non "renderlo un grande affare". Qualche settimana dopo, la sera della loro laurea, Natalie si sente male e la sua migliore amica Cara le porta un test di gravidanza. Quando Natalie lo prende, la sua vita diverge in due parallele realtà basate sul risultato, il film mostra entrambe le storie allo stesso tempo.

### Test positivo
Nella realtà in cui il test di Natalie è positivo, torna a casa con sua madre e suo padre, che sono meno entusiasti e non impressionati con lo stato di Gabe come aspirante musicista.
Incoraggiano Natalie a perseguire ancora la sua carriera da sogno nell'animazione mentre lotta con la consapevolezza che diventerà madre.
Natalie e Gabe lottano per fare i cogenitori alla loro figlia Rosie che è nata. Gabe vuole che si trasferiscano da lui, ma Natalie non è d'accordo e gli dice di uscire con lui, anche se più tardi appare dispiaciuta per la sua decisione in una conversazione con Cara. Gabe inizia una relazione con una donna di nome Miranda, rendendo Natalie a disagio.
Quando Natalie visita Cara e la sua ragazza a Los Angeles, riceve una chiamata da Rosie che dice che è stata lasciata durante la notte con uno sconosciuto. Natalie si precipita indietro, con grande delusione di Cara, e scopre che Gabe ha proposto a Miranda di sposarlo. Natalie si getta nella sua opera d'arte.
Natalie ha una carriera rivoluzionaria. Viene accettata al South by Southwest film festival di Austin dove siede su un pannello di creatori tra cui Lucy e discute un fumetto ispirato a Rosie.
Natalie e Rosie guardano la band di Gabe esibirsi in un bar. In seguito, lei gli chiede perché Miranda non è al concerto. Gabe le dice che ha rotto il fidanzamento perché è innamorato di lei, non di Miranda. Gabe e Natalie hanno una conversazione seria su come vorrebbero sviluppare il loro rapporto.

### Test negativo
Si trasferisce a Los Angeles con Cara e iniziano a costruire le loro carriere. Natalie fa domanda per essere assistente dell'animatrice Lucy Galloway.  Dopo essersi strutta per il lavoro, ottiene un'offerta e forma un forte legame con il suo collega Jake. Si incoraggiano a seguire i loro sogni, con lui che desidera essere un produttore cinematografico di successo. Natalie e Jake sviluppano una forte relazione romantica e considerano di andare a vivere insieme. Finché Jake non riceve un lavoro di un anno in Nuova Scozia. Provano una relazione a distanza, ma Natalie scopre che non funziona per lei come per Jake che è sempre occupato con il lavoro. Natalie mostra a Lucy il suo portfolio, e riceve alcune note molto critiche, dicendo che il suo lavoro è poco originale. La incoraggia a smettere per trovare la sua voce, così lo fa. Torna a casa per la festa del bambino di un amico con Cara, sentendosi  un fallimento. Natalie ha una svolta nella carriera. Viene accettata al South by Southwest film festival di Austin dove il suo cortometraggio è in mostra. Natalie vede la band di Gabe in un bar, rivedendosi con lui dopo cinque anni. Più tardi, è sorpresa che Jake abbia viaggiato per vedere il suo cortometraggio, nonostante abbia rischiato il suo lavoro con il film. Lucy vede il cortometraggio di Natalie e la incoraggia a riconnettersi quando torna a Los Angeles. Entrambe le realtà convergono quando ciascuna delle coppie passa davanti alla casa della sorellanza di Natalie, dove ha fatto il test di gravidanza. In entrambe le realtà, Natalie entra in bagno, si guarda allo specchio e si rassicura che le cose hanno funzionato prima di andarsene.

## Distribuzione
Il film è stato distribuito sulla piattaforma Netflix dal 17 agosto 2022.